# Caitlyn Jenner
Caitlyn Marie Jenner (ur. jako William Bruce Jenner 28 października 1949 w Mount Kisco w stanie Nowy Jork) – amerykańska celebrytka transpłciowa. W czasie kariery sportowej występowała jako Bruce Jenner, zdobywając mistrzostwo olimpijskie w dziesięcioboju na igrzyskach w Montrealu w 1976 roku.

## Kariera sportowa
W szkole średniej trzykrotnie zdobyła mistrzostwo wschodnich stanów USA w nartach wodnych. Następnie rozpoczęła studia w Graceland College w Lamoni, gdzie uzyskała stypendium dla zawodników futbolu amerykańskiego, ale po kontuzji kolana skoncentrowała się na lekkoatletyce.
Rok po rozpoczęciu trenowania dziesięcioboju zakwalifikowała się na igrzyska olimpijskie w 1972 w Monachium, gdzie zajęła 10. miejsce. W 1972 została mistrzem USA (AAU), a w 1975 zwyciężyła w igrzyskach panamerykańskich w Meksyku. W tym samym roku ustanowiła rekord świata wynikiem 8524 pkt.

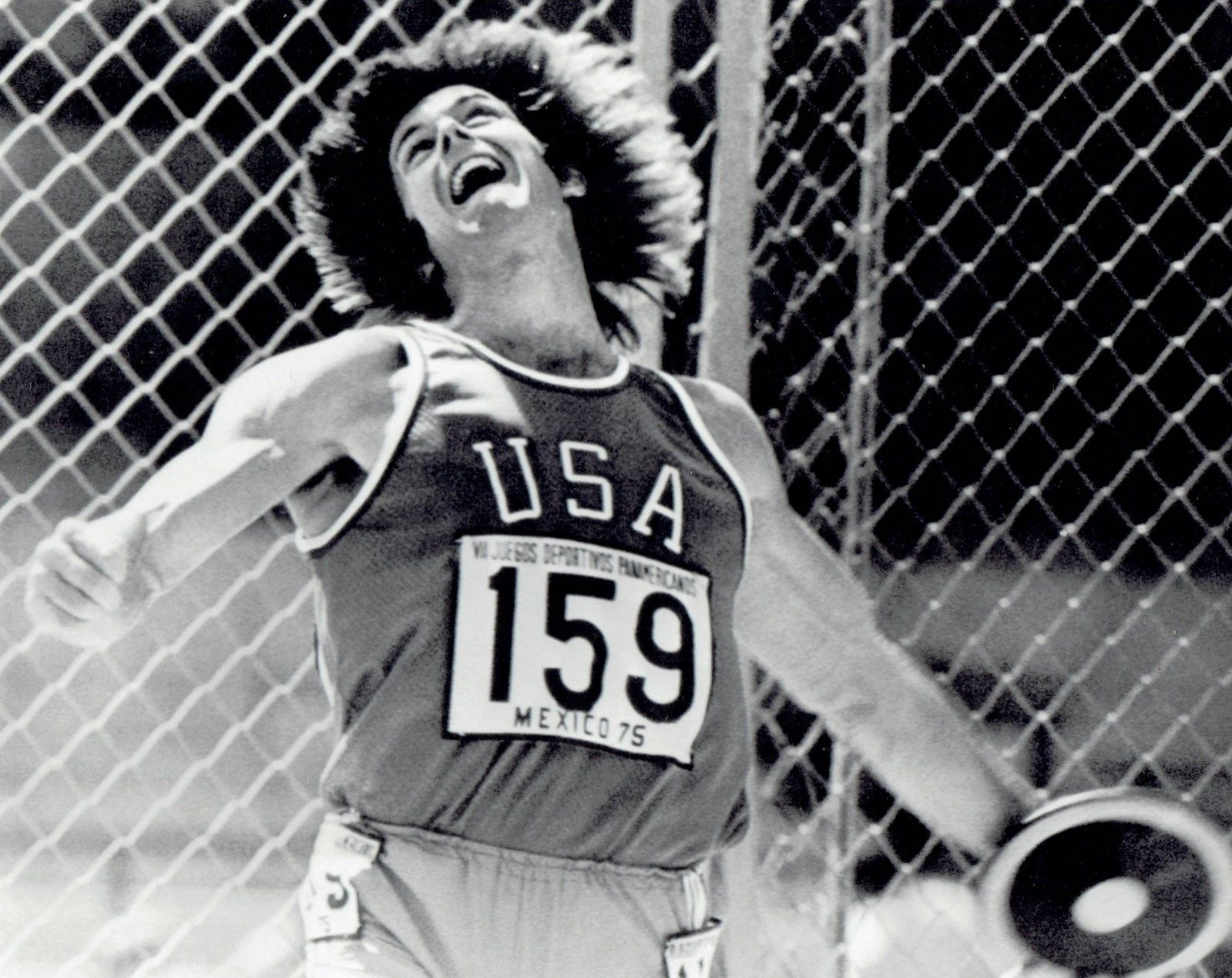
Jenner rzucająca dyskiem w zawodach w dziesięcioboju atletycznym w 1975

W 1976 ponownie została mistrzem USA (AAU). Swój największy triumf święciła na igrzyskach olimpijskich w 1976 w Montrealu, gdzie nie tylko zdobyła złoty medal w dziesięcioboju, ale również ustanowiła rekord świata z rezultatem 8634 pkt.
Po 1976 zakończyła wyczynowe uprawianie lekkoatletyki. W 1977 została wybrana z numerem 138. w drafcie NBA, ale nie wystąpiła w NBA.
W 1980 zagrała jedną z głównych ról w filmie muzycznym Can’t Stop the Music (fikcyjnej biografii zespołu Village People), za którą została nominowana do Złotej Maliny dla najgorszego aktora.

### Osiągnięcia
Jenner dwukrotnie występowała na igrzyskach olimpijskich, uzyskując następujący wynik:
| Rok  | Impreza                     | Miejsce   | Konkurencja                   | Lokata      |
| ---- | --------------------------- | --------- | ----------------------------- | ----------- |
| 1972 | Letnie igrzyska olimpijskie | Monachium | Dziesięciobój lekkoatletyczny | 10. miejsce |
| 1976 | Letnie igrzyska olimpijskie | Montreal  | Dziesięciobój lekkoatletyczny | 1. miejsce  |

### Filmografia

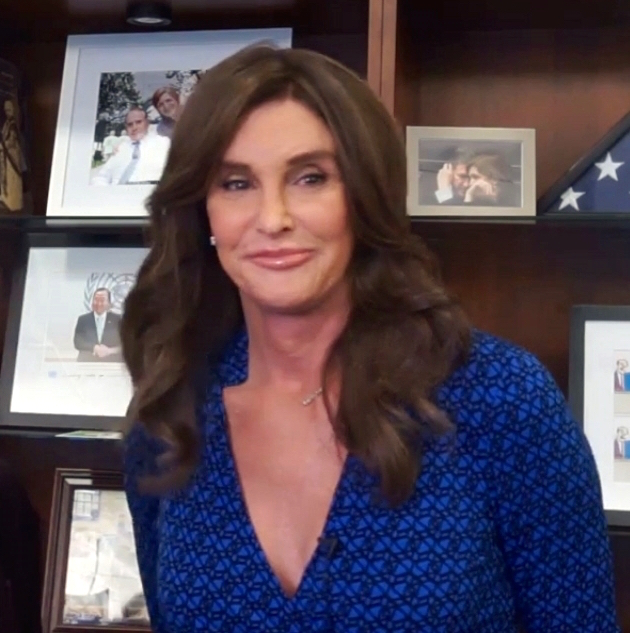
Caitlyn Jenner w pierwszym roku tranzycji płciowej

Jenner grała w następujących filmach:
| Rok  | Tytuł                   | Rola                       |
| ---- | ----------------------- | -------------------------- |
| 1980 | Walka o złoto           |                            |
| 1980 | Can’t Stop the Music    | Ron White                  |
| 1981 | Grambling's White Tiger | Jim Gregory                |
| 1992 | Intencje                | Dan Logan                  |
| 2014 | Igrzyska na kacu        | Sprawozdawca Skip Bayflick |

### Nagrody i wyróżnienia
- Nagroda im. Jamesa E. Sullivana dla najlepszego amatorskiego sportowca Stanów Zjednoczonych (1976)[3]

## Tranzycja płciowa
W wywiadzie dla programu telewizyjnego 20/20 z Diane Sawyer w kwietniu 2015 roku zrobiła coming out jako transkobieta i oświadczyła, że już od najmłodszych lat zmagała się z dysforią płciową. W wieku 64 lat rozpoczęła proces tranzycji.
W 2015 Jenner, już jako Caitlyn, pojawiła się na okładce „Vanity Fair”. Przemiana w Caitlyn była głównym wątkiem 10. sezonu Z kamerą u Kardashianów.
We współpracy z E! Entertainment Jenner wyprodukowała program reality pt. I Am Cait, w którym przedstawia swoje nowe, codzienne życie. Program miał swoją premierę 26 lipca 2015 roku.
25 września 2015 jej imię zostało oficjalnie zmienione na Caitlyn Marie Jenner, a płeć ustalona jako żeńska.

## Życie prywatne
Trzykrotnie zawarła małżeństwo z kobietami. Pierwsze – z Chrystie Crownover – zawarte w 1972, trwało do 1981. Ma z nią córkę Casey i syna Burta. Jej drugą żoną była w latach 1981–1984 Linda Thompson, z którą ma dwóch synów, Brandona i Brody’ego.
W 1991 pobrali się z Kristen „Kris” Mary Houghton Kardashian. Ma z nią dwie córki, Kendall i Kylie. Wspólnie wystąpili, wraz z córkami oraz dziećmi Kris z poprzedniego małżeństwa w reality show Z kamerą u Kardashianów. W 2014 ogłosili separację, a z początkiem 2015 sfinalizowali rozwód.

## Obecność w kulturze
W 2023 roku powstał dramat pt. Jenner: zostać sobą. Świat według Kardashianów autorstwa Grzegorza Likego, opowiadający o życiu Caitlyn Jenner, który wyreżyserował Michał Nowicki w Teatrze Barakah w Krakowie.